# دکتر (ترانه ساسی)
«دکتر» نام ترانه‌ای از ساسی، خوانندۀ ایرانی است که در ۱۵ اسفند ۱۳۹۸ از طریق رادیو جوان منتشر شد. آهنگسازی و ترانهٔ این اثر با خودِ ساسی و تنظیم، میکس و مسترینگ آن با برادران منوچهری بوده‌است. این ترانه پس از «جنتلمن» منتشر شد و در آن اشاره‌هایی به حواشی ترانۀ قبل وجود دارد.

## محتوا
بخشی از این آهنگ به آموزش و پرورش مربوط می‌شود و با برنامه‌های کودک شوخی می‌کند. در بخشی از ترانهٔ این آهنگ گفته می‌شود: «همیشه قبل خواب دو تا شات بزن راحت بخواب / همیشه یادتون باشه اول اینستا بعد کتاب» که باعث اعتراض جمعی از مخاطبان شد. این ترانه افزون‌بر به چالش کشیدن نظام آموزش و پرورش به شکلی طنزآمیز به حسن روحانی، رئیس‌جمهور ایران، و برجام اشاره می‌کند.

## واکنش‌ها
پویا، خوانندهٔ ایرانی ساکن آمریکا، در واکنش به ترانهٔ ساسی اعتراض کرد و معتقد بود که این ترانه برای کودکان «بد آموزی» دارد.
باشگاه خبرنگاران جوان، از رسانه‌های وابسته به صداوسیمای جمهوری اسلامی، در مقاله‌ای تحت عنوان «از خوش‌رقصی برای سعودی‌ها تا کودک آزاری در آهنگ مستهجن ساسی مانکن» به انتقاد از این آهنگ پرداخت و آن را «نشانهٔ رفتن مسائل تربیتی کودکان و نفوذ ضد فرهنگی به خانواده‌های ایرانی» دانست.
ساسی مانکن در پاسخ به اعتراضات در ویدیوئی گفت: «سرانهٔ مطالعهٔ کشور از دیشب به خاطر اون یه بیت من پایین اومده؟ پس با این حساب به بچه‌هایی که تحت تأثیر قرار می‌گیرند، بگویید عمو ساسی گفته مشروب نخورید و بروید درس بخوانید.»